# Dernbach (Westerwald)

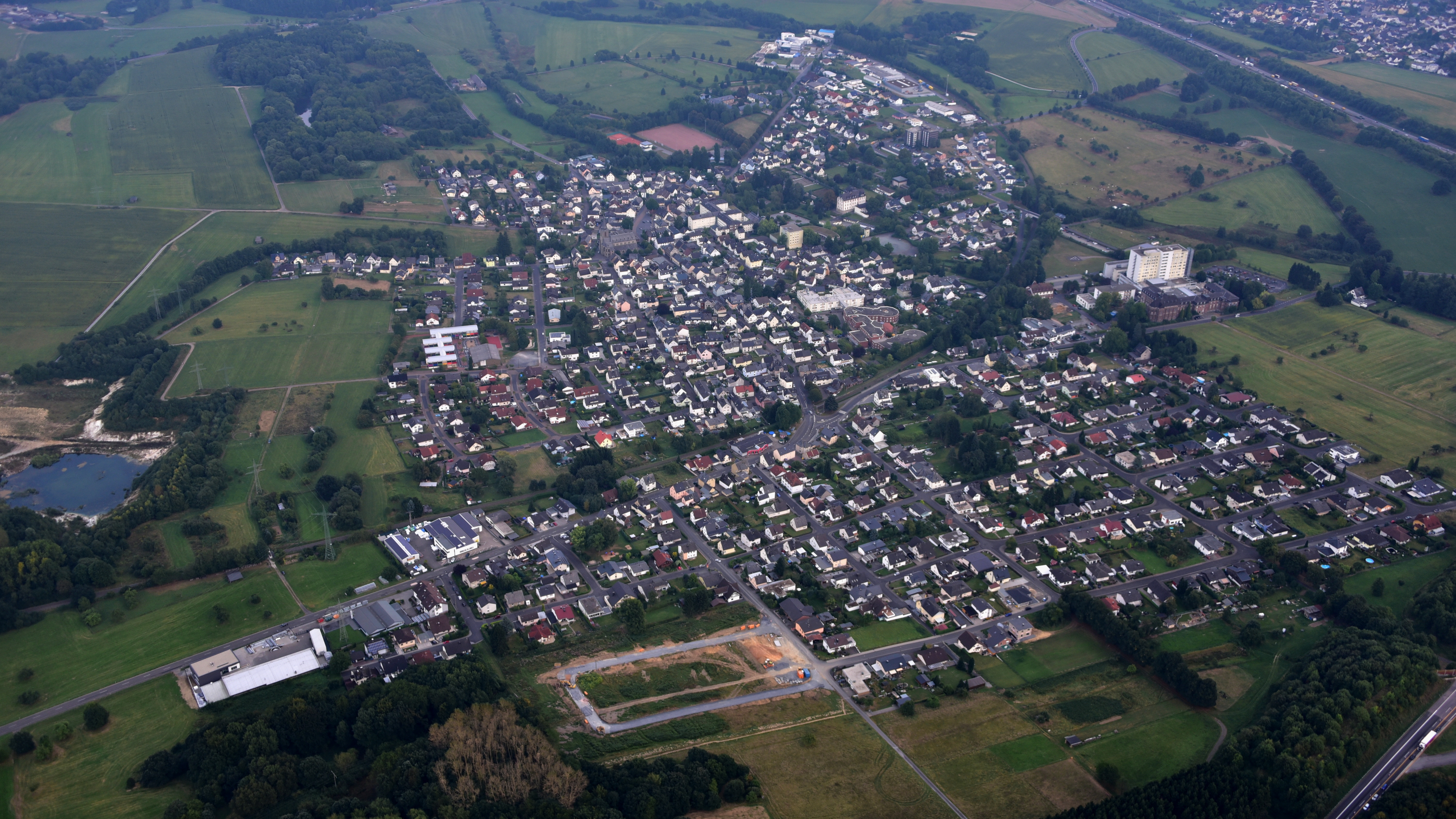
Dernbach (Westerwald), Luftaufnahme (2016)

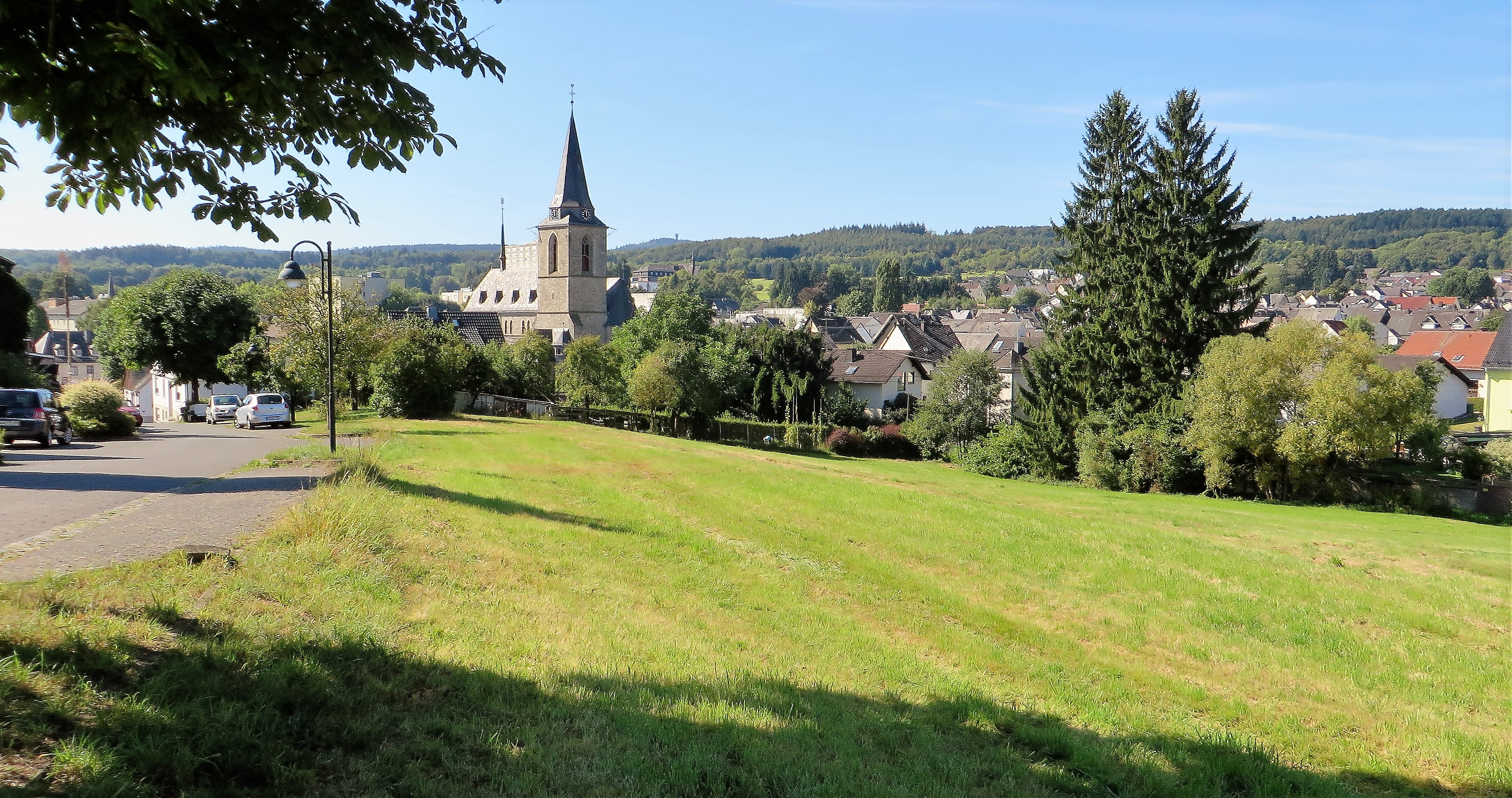
Panorama von Dernbach (Ausschnitt) mit Pfarrkirche St. Laurentius

Dernbach (Westerwald) ist eine Ortsgemeinde im Westerwaldkreis in Rheinland-Pfalz. Sie gehört der Verbandsgemeinde Wirges an. Dernbach ist gemäß Landesplanung als Mittelzentrum ausgewiesen.
Überregional bekannt wurde der Ort durch die katholische Ordensgemeinschaft der Dernbacher Schwestern und durch das Autobahndreieck Dernbach.

## Etymologie
Im Unterschied zu den meisten Gemeinden in der Region hat Dernbach keinen fränkischen, sondern einen keltischen Namen, der im Übrigen nicht auf eine (so frühe) Ansiedlung hinweist. Das Wort bedeutet „Waldbach“ und gewinnt erst im Hochmittelalter als Orts- und Familienname an Bedeutung. Die häufigsten Schreibweisen sind: Derinbach, Derenbach, Dermbach, Teernbach und (um 1800) amtlich auch Dörnbach. Da es im 13. Jahrhundert schon mehrere gleichnamige Dörfer gibt, wird in den alten Urkunden und Texten die Formulierung „Derinbach im Banne Montabaur“ verwendet, um Verwechslungen auszuschließen. Die korrekte Form ist heute Dernbach, bzw. umgangssprachlich „Dernbach bei Montabaur“.

## Geographie
Das Dorf liegt nördlich von Montabaur am Nordostrand der waldreichen Montabaurer Höhe und gehört zum Naturpark Nassau, der dort seine höchsten Erhebungen hat.
Zur Gemeinde gehören die Wohnplätze Auf dem Köppel, Grenzweg, Klosterhof Maria-Hilf, Ritzmühle und Waldhof.
Nachbarorte von Dernbach sind die Stadt Wirges im Norden, die Ortsgemeinde Staudt im Nordosten, die Stadt Montabaur im Südosten, die Ortsgemeinde Hillscheid im Südwesten, die Stadt Ransbach-Baumbach im Westen und die Ortsgemeinde Ebernhahn im Nordwesten.

### Geologie
Nordöstlich von Dernbach beginnt das sogenannte Emser Gangrevier (etwa 35 km lang) mit einem außergewöhnlichen Gangverhalten. Außer Mineralien wie Bromargyrit, Jodargyrit, Capgaronnit und Embolit, die nur hier gefunden werden, sind vor allem Vorkommen von Eisenstein, Blei- und Silbererzen seit frühester Zeit bekannt.

### Klima
Mit normalen Temperaturen (Monatsdurchschnitte) von − 2 °C im Januar bis über 22 °C im Juli und monatlichen Regenmengen um 60 mm (statistischer Jahresdurchschnitt) gilt das örtliche Klima als gemäßigt, warm und relativ niederschlagsreich.
|                        | Jan  | Feb  | Mär | Apr  | Mai  | Jun  | Jul  | Aug  | Sep  | Okt  | Nov | Dez  |   |      |
| Mittl. Temperatur (°C) | 0,3  | 1,3  | 4,5 | 8,5  | 12,5 | 15,8 | 17,2 | 16,8 | 14,3 | 9,4  | 4,6 | 1,7  | ⌀ | 8,9  |
| Mittl. Tagesmax. (°C)  | 2,7  | 4,3  | 8,5 | 13,2 | 17,6 | 20,9 | 22,2 | 21,5 | 19,0 | 13,2 | 7,1 | 4,0  | ⌀ | 12,9 |
| Mittl. Tagesmin. (°C)  | −2,1 | −1,7 | 0,5 | 3,8  | 7,4  | 10,8 | 12,3 | 12,1 | 9,6  | 5,7  | 2,1 | −0,6 | ⌀ | 5    |
|                        |      |      |     |      |      |      |      |      |      |      |     |      |   |      |
| Niederschlag (mm)      | 61   | 48   | 54  | 46   | 62   | 70   | 71   | 69   | 58   | 55   | 61  | 69   | Σ | 724  |

| −2,1 |

| −1,7 |

| 0,5 |

| 3,8 |

| 7,4 |

| 10,8 |

| 12,3 |

| 12,1 |

| 9,6 |

| 5,7 |

| 2,1 |

| −0,6 |

| −2,1 |

| −1,7 |

| 0,5 |

| 3,8 |

| 7,4 |

| 10,8 |

| 12,3 |

| 12,1 |

| 9,6 |

| 5,7 |

| 2,1 |

| −0,6 |

## Geschichte

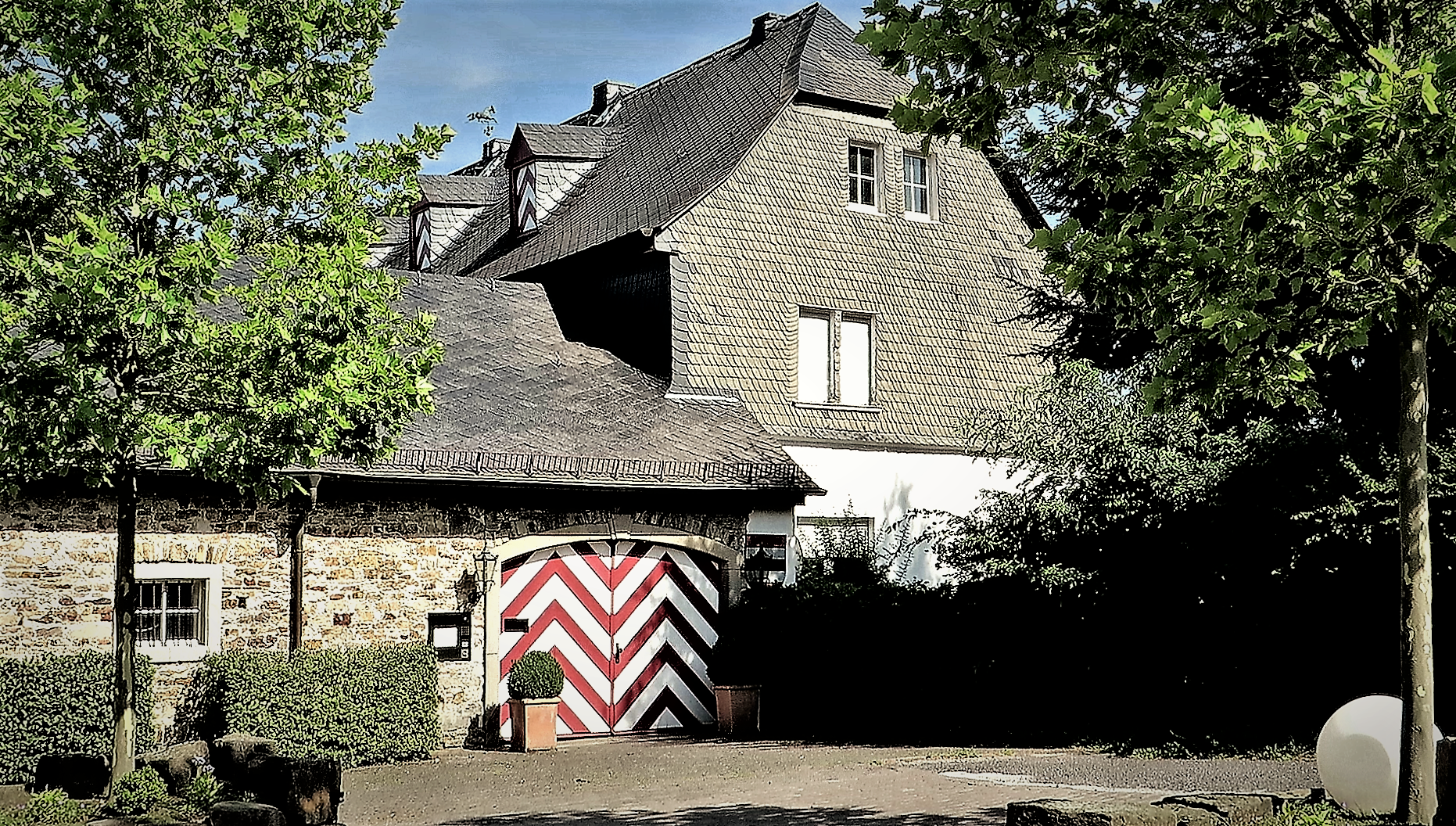
Westansicht (Ausschnitt) des restaurierten Burghofs in Dernbach

Dernbach wurde im Jahre 1220 erstmals als „derinbach“ urkundlich erwähnt. Das mittelalterliche Ortsbild wurde damals noch ganz von der auf einem Hochplateau gelegenen Höhenwasserburg und der unmittelbar danebenstehenden St. Laurentiuskapelle beherrscht. Der Sakralbau im spätromanischen Stil war vermutlich schon nach 1136 erbaut worden, während die Burg der „Herren von Dernbach“ (1213 zuerst genannt) etwa um 1200 entstand. Die niederadeligen Ritter aus der Gefolgschaft der mächtigen und weit verzweigten Isenburger (an ihrem Wappenschild erkennbar), die u. a. mit dem Haus Staffel (bei Limburg) verwandt waren, urkundlich mit den Herren von Grenzau in Verbindung standen und ab 1217 zur Burgmannschaft von Humbach/Montabaur gehörten, starben gegen Ende des 14. Jahrhunderts aus. Burg Dernbach, 1380 an Dietrich von Isenburg-Grenzau verkauft, wurde nach dessen Tod 1416 zunächst an die Schwiegersöhne Wilhelm von Staffel und Friedrich „Hilgen“ von Lorch vererbt, bevor die Hilchen von Lorch (Stammsitz: Lorch a. R.) sie nebst der zugehörigen Mühle (später „Ritzmühle“ genannt) als alleinige Herren übernahmen und für etwa 300 Jahre behielten. In der frühen „Nassauer Zeit“ (1812–15) wurde die historische Burg zum heutigen Burghof umgebaut. Die altehrwürdige St. Laurentiuskapelle blieb dagegen bis zum Anfang des 20. Jahrhunderts weitestgehend unverändert erhalten. Sie wurde am 14. Januar 1901 niedergelegt.

### Bergbau
Obwohl der Eisensteinbergbau und der Abbau von Silber (für das mittelalterliche Münzwesen) seit jeher von den Erzbischöfen des Kurfürstentums Trier forciert wurden, stammt das älteste schriftliche Zeugnis für ein Eisenbergwerk bei Dernbach erst aus der Zeit nach 1614. Die „Alte Grube“ bildete die Grundlage und den Ausgang der industriellen Schöpfungen der Unternehmerfamilie des Johann Marioth aus Lüttich, der als Hüttenmeister in Montabaur später mehrere Bergwerke und Eisenhütten im Westerwald besaß. Die sog. Mariot’sche Kompagnie (1672 gegr.) betrieb den Stollenbau bis 1758; nach der Übernahme durch die Nieverner Hütte lag die Förderung bis zur Mitte des 19. Jahrhunderts still (fast 100 Jahre). 1873/74 nahm die Bergwerksgesellschaft Phönix den Betrieb wieder auf. In der ersten Hälfte des 20. Jahrhunderts erlebten die Dernbacher Bergwerke unter den Bedingungen der Mangelwirtschaft während der beiden Weltkriege einen letzten Aufschwung vor ihrer Stilllegung 1945. Die Ortsbezeichnungen „Schöne Aussicht“, „Silberstollen“ und „Hoffmannsgrube“, sowie das ehemalige Grubenhaus am Ortseingang (Osten) von Dernbach erinnern an die über vierhundertjährige Bergbaugeschichte des Ortes.

### Schule

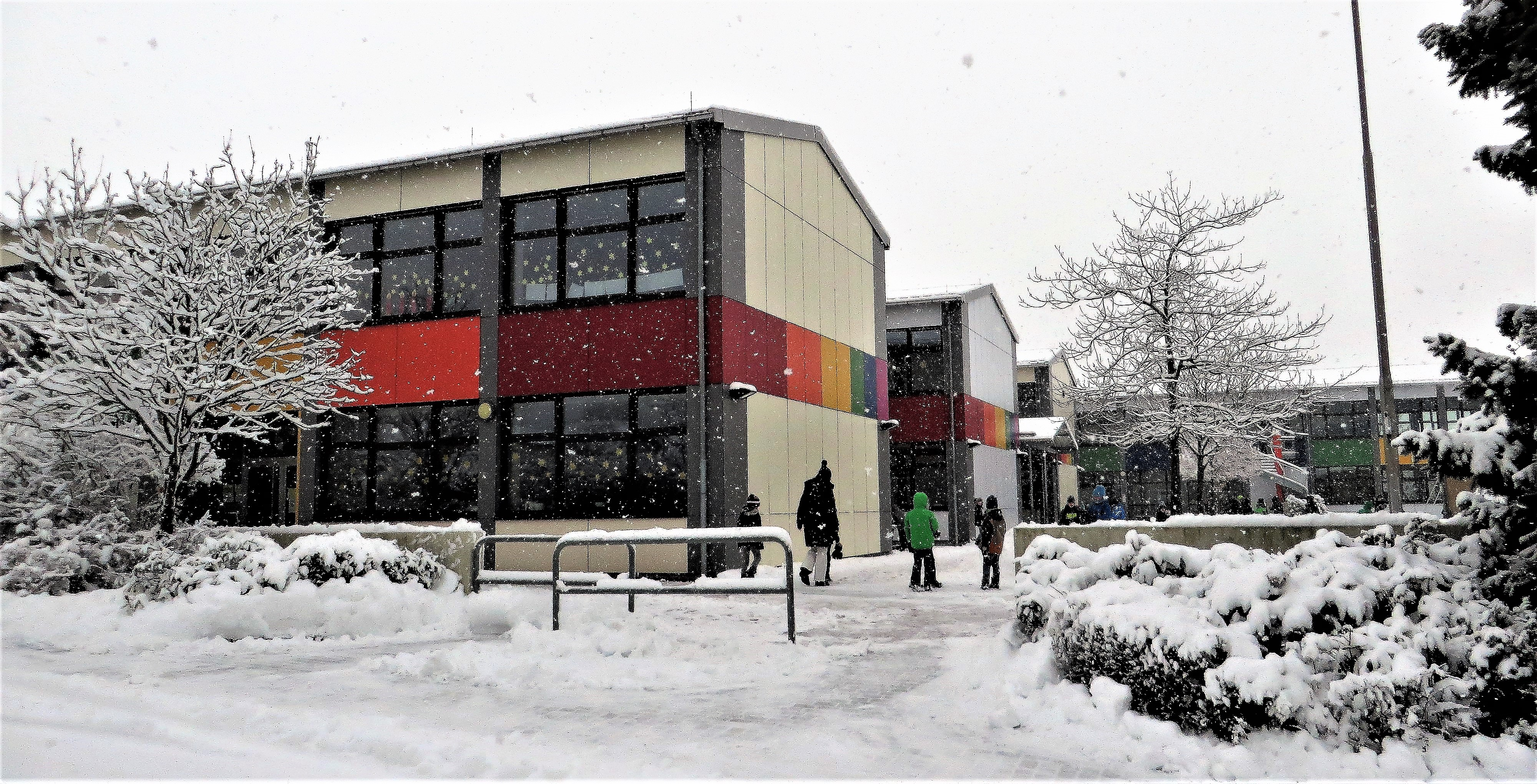
Pfarrer-Giesendorf-Grundschule in Dernbach bei Montabaur

Dernbach hatte einen eigenständigen Schulbetrieb, lange vor der Einführung der Schulpflicht im Herzogtum Nassau (1806–1866). Die 1821 begonnene Schulchronik vermerkt einen früheren Beschäftigten der Burg, der noch unter den Herren von Hilchen gedient hatte, als ersten Lehrer des kurtrierischen Dorfes. Der Nachfolger unterrichtete ab 1750 in seinem Wohnhaus an der Hauptstraße (nach 1970 Standort Bankfiliale), bevor die Gemeinde 1767 zunächst einen öffentlichen Unterrichtsraum und 1779 das erste Schulhaus am späteren Rathausplatz (heute Standort Pfarrzentrum) errichtete. Bei der Ernennung Dernbachs zum eigenen Schulbezirk (1817) war die Organisation des Unterrichts für mehr als einhundert Schüler bereits eine Herausforderung, die – angesichts der rasch anwachsenden Einwohner- und Kinderzahl – nur zeitlich gestaffelt in mehreren „Abteilungen“ bewältigt werden konnte. Die Situation entspannte sich auch nicht, als die nach der Gründung des Klosters hinzugekommenen Zöglinge der Dernbacher Schwestern 1854 ihre eigene Waisenhausschule bekamen. Erst die neue und größere Schule von 1866 (direkt neben dem Mutterhaus) wurde dem Andrang von mittlerweile über zweihundert Schulkindern gerecht. Sie diente der Gemeinde – mit einem Erweiterungsbau von 1912 – auch nach dem Zweiten Weltkrieg noch zwei Jahrzehnte als „Volksschule“, bis 1965 das Millionenprojekt „Pfarrer-Giesendorf-Schule“ in der Hilchenstraße erfolgreich realisiert war. Sie ist heute als Betreuende Grundschule eingerichtet.

### Kirche

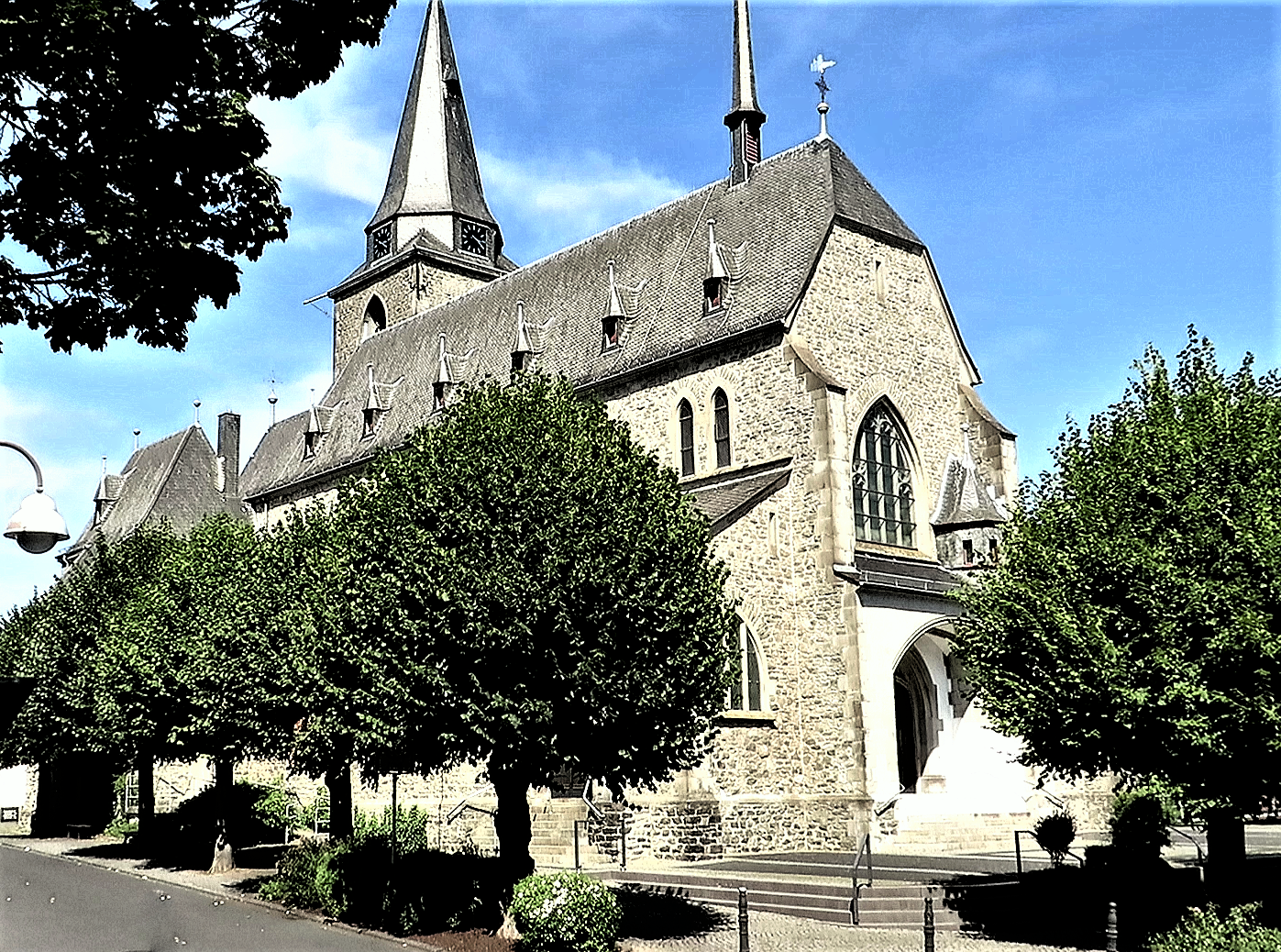
Pfarrkirche St. Laurentius

Die mittelalterliche St.-Laurentius-Kapelle aus dem 12. Jahrhundert war das erste bekannte Gotteshaus am Ort und zugleich das älteste, markanteste und bedeutendste feste Gebäude neben der Burg, in der für die ortsadelige Familie ein eigener Altarraum (Burgkapelle) zu Ehren des heiligen Kreuzes zur Verfügung stand. In der im 17. Jahrhundert etwas abseits „beym heiligen born“ entstandenen Marienkapelle (wahrscheinlich eine Stiftung der Burg) wurden ebenfalls wochentags und an Festtagen Messen gelesen. Darüber hinaus waren die „Kommunionpflichtigen“ auf die Hauptkirche in Wirges angewiesen (damals Kirchspiel, heute Pfarrei neuen Typs). Gleichwohl gab es im 18. und 19. Jahrhundert wiederholt Bestrebungen zum Bau einer eigenen großen Pfarrkirche, die nach der allgemeinen Auffassung ihren Platz möglichst mitten im Dorf haben sollte. Als nach dem verheerenden Großbrand von 1894 (Pfingstsonntag) die Standortfrage geklärt und alle weiteren Hürden mit maßgeblicher Unterstützung des Klosters überwunden waren, konnte die neue Pfarrkirche St. Laurentius – wohl nach Entwurf der Freiburger Architekten Max Meckel und Carl Anton Meckel – in nur zweijähriger Bauzeit ausgeführt und am 10. August 1901 (Festtag des Hl. Laurentius) durch Bischof Dominikus Willi eingeweiht werden. Die Ernennung zur selbstständigen Pfarrei im Bistum Limburg erfolgte zum 1. März 1914 – wenige Monate vor Ausbruch des Ersten Weltkriegs.

### Katharina Kasper

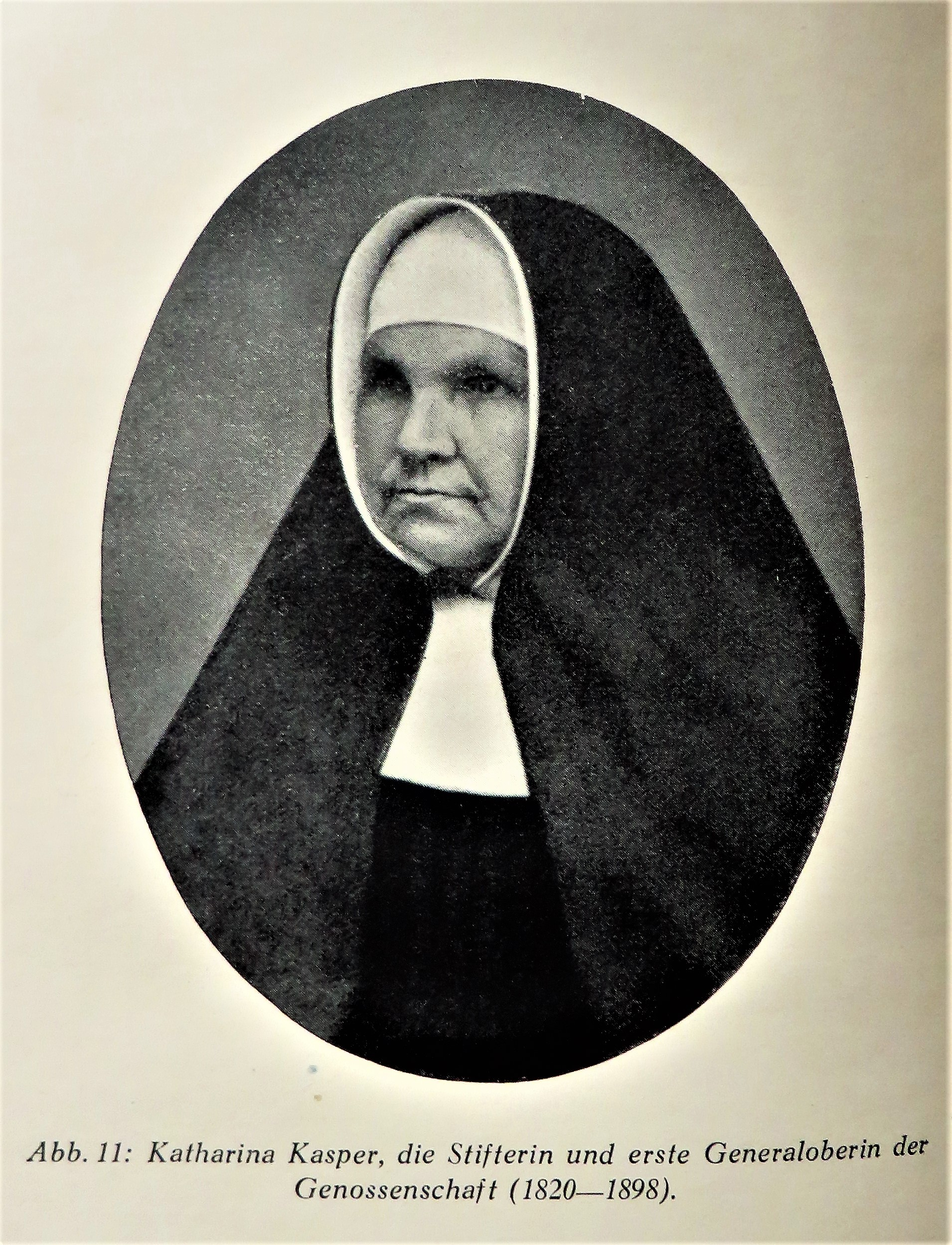
Katharina Kasper (1820–1898)

Überregional und international bekannt wurde Dernbach durch das Leben und Werk seiner bedeutendsten Tochter, der heiligen Maria Katharina Kasper. Mit Förderung des damaligen Bischofs, Peter Joseph Blum, gründete sie 1851 in ihrem Heimatort Dernbach das erste neue Kloster im Bistum Limburg der Dernbacher Schwestern. Es folgten weitere Niederlassungen im Inland (1853 beginnend), in Europa sowie in den Vereinigten Staaten von Amerika (ab 1868).

### Bevölkerungsentwicklung
Die Entwicklung der Einwohnerzahl von Dernbach (Westerwald), die Werte von 1871 bis 1987 beruhen auf Volkszählungen:
| Jahr | Einwohner |
| ---- | --------- |
| 1815 | 668       |
| 1835 | 822       |
| 1871 | 1.093     |
| 1905 | 1.763     |
| 1939 | 1.998     |
| 1950 | 2.272     |
| 1961 | 2.543     |

| Jahr | Einwohner |
| ---- | --------- |
| 1970 | 2.759     |
| 1987 | 2.504     |
| 1997 | 2.676     |
| 2005 | 2.526     |
| 2011 | 2.375     |
| 2017 | 2.499     |
| 2023 | 2.545     |

### Zwischenfälle
Am 3. Dezember 1963 verunglückte ein Hubschrauber des Typs Piasecki H-21C der deutschen Heeresflieger (Luftfahrzeugkennzeichen QF+466) bei Dernbach. Beide Insassen kamen ums Leben. Nähere Einzelheiten sind im Monat Juni 2025 mangels ausführlichem Untersuchungsbericht nicht verfügbar.

## Religion
Der überwiegende Teil der Bevölkerung ist römisch-katholisch. In der Ortsmitte steht die katholische Pfarrkirche St. Laurentius, die zum Bistum Limburg gehört. Der katholische Orden Arme Dienstmägde Jesu Christi hat in Dernbach seinen Hauptsitz. Die rund 300 evangelischen Christen Dernbachs werden von der evangelischen Martin-Luther-Kirchengemeinde Wirges betreut.

## Politik

### Gemeinderat

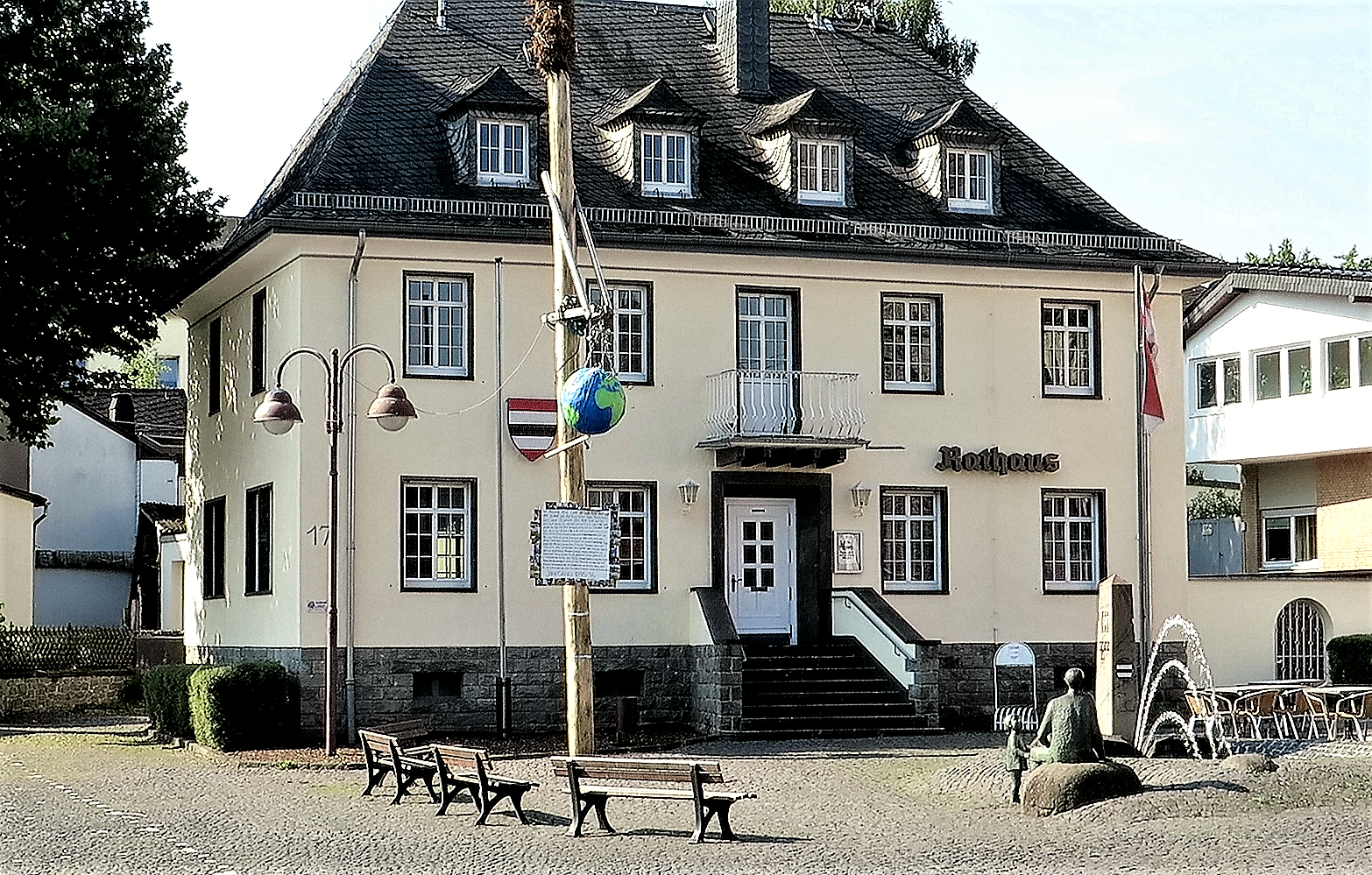
Dernbacher Rathaus von 1950/52 mit Brunnen

Der Gemeinderat in Dernbach (Westerwald) besteht aus 20 Ratsmitgliedern, die bei der Kommunalwahl am 9. Juni 2024 in einer personalisierten Verhältniswahl gewählt wurden, und dem ehrenamtlichen Ortsbürgermeister als Vorsitzendem. Zur Wahl 2024 erhöhte sich die Anzahl der Ratssitze gemäß dem rheinland-pfälzischen Kommunalwahlrecht nach drei Wahlperioden wieder von 16 auf 20, da die Einwohnerzahl zum Stichtag auf über 2500 gestiegen war. Zugleich änderte sich das Wahlverfahren, da zwei Wahlvorschlagslisten eingereicht wurden.
Die Sitzverteilung im Gemeinderat:
| Wahl | CDU               | WGJ *             | Gesamt     |
| ---- | ----------------- | ----------------- | ---------- |
| 2024 | 14                | 6                 | 20 Sitze   |
| 2019 | per Mehrheitswahl | per Mehrheitswahl | 16 Sitze   |
| 2014 | per Mehrheitswahl | per Mehrheitswahl | 16 Sitze   |
| 2009 | per Mehrheitswahl | per Mehrheitswahl | 16 Sitze   |
| 2004 | per Mehrheitswahl | per Mehrheitswahl | 20 Sitze00 |

### Bürgermeister
Ferdinand Düber (CDU) wurde am 31. März 2021 Ortsbürgermeister von Dernbach. Bei der Direktwahl am 14. März 2021 war er als einziger Kandidat mit einem Stimmenanteil von 79,6 % gewählt worden. Bei der Direktwahl am 9. Juni 2024 setzte Düber sich mit 66,5 % gegen einen Mitbewerber durch und wurde damit für weitere fünf Jahre in seinem Amt bestätigt.
Dübers Vorgänger Andreas Quirmbach (CDU) hatte das Amt 2009 von Joachim Letschert übernommen. Zuletzt bei der Direktwahl am 26. Mai 2019 wurde er mit einem Stimmenanteil von 77,81 % für in seinem Amt bestätigt. Im Mai 2020 kündigte Quirmbach allerdings an, das Amt aus gesundheitlichen Gründen bereits im Frühjahr 2021 niederlegen zu wollen.

### Wappen
| Wappen von Dernbach | Blasonierung: „Wappen viermal geteilt von Rot, Silber, Schwarz, Silber und Rot.“ |
| Wappen von Dernbach | Wappenbegründung: Balkenornamentik und Farben gehen auf den Schild der Ritter von Dernbach zurück, der durch die Verwendung der beiden Balken des Hauses Isenburg (Rot und Schwarz für Nieder- bzw. Ober-Isenburg) ihre Herkunft als Isenburger Ministerialenfamilie erkennen lässt. |

## Wirtschaft und Infrastruktur

### Bildung
Dernbach verfügt über eine Grundschule, die Pfarrer-Giesendorf-Schule, und den Raiffeisen-Campus, ein privates G8/GTS-Gymnasium in Trägerschaft der Raiffeisen-Campus eG.

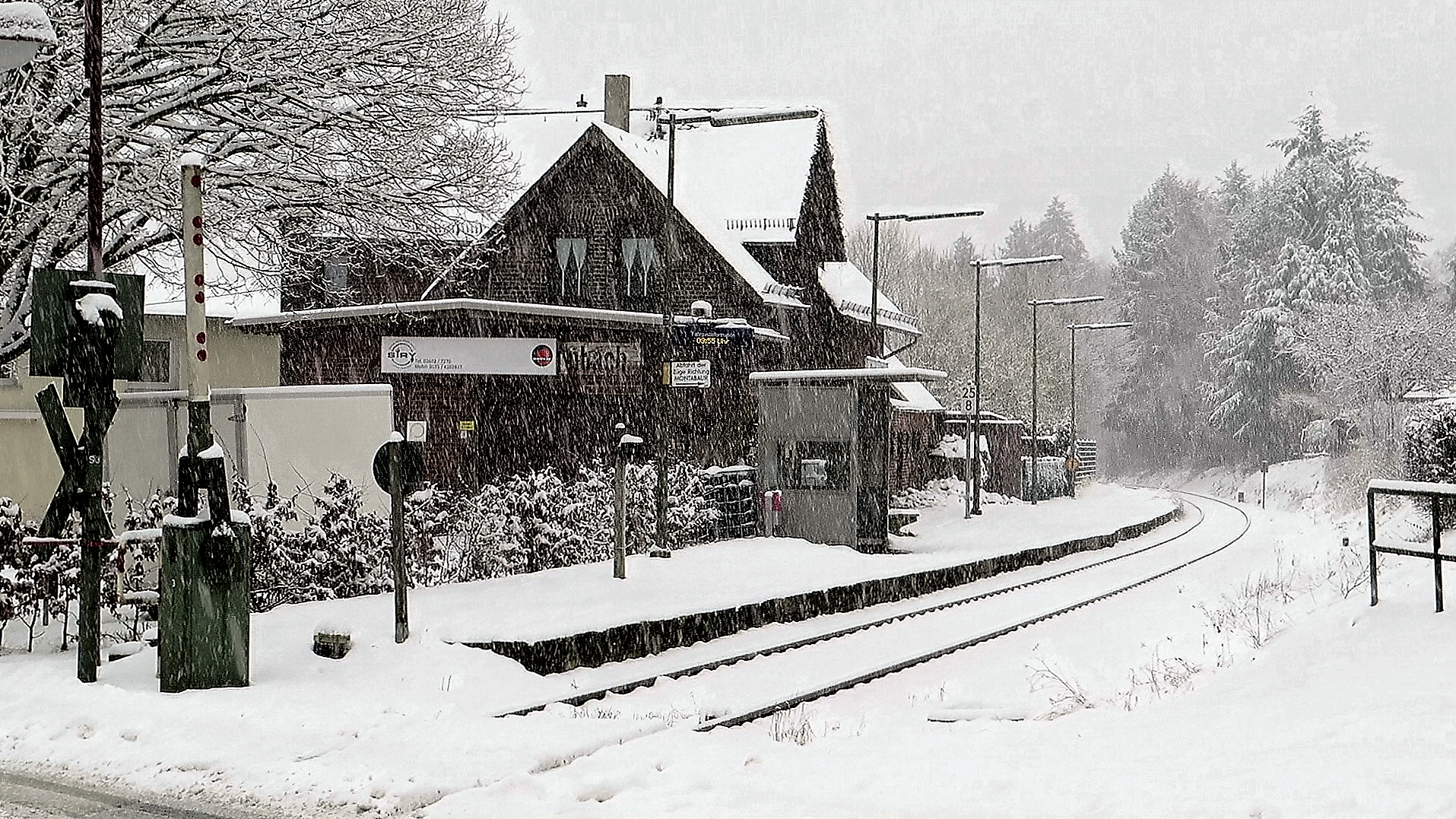
Bahnhofsgebäude von 1902/06, heute anderweitig genutzt

### Verkehr

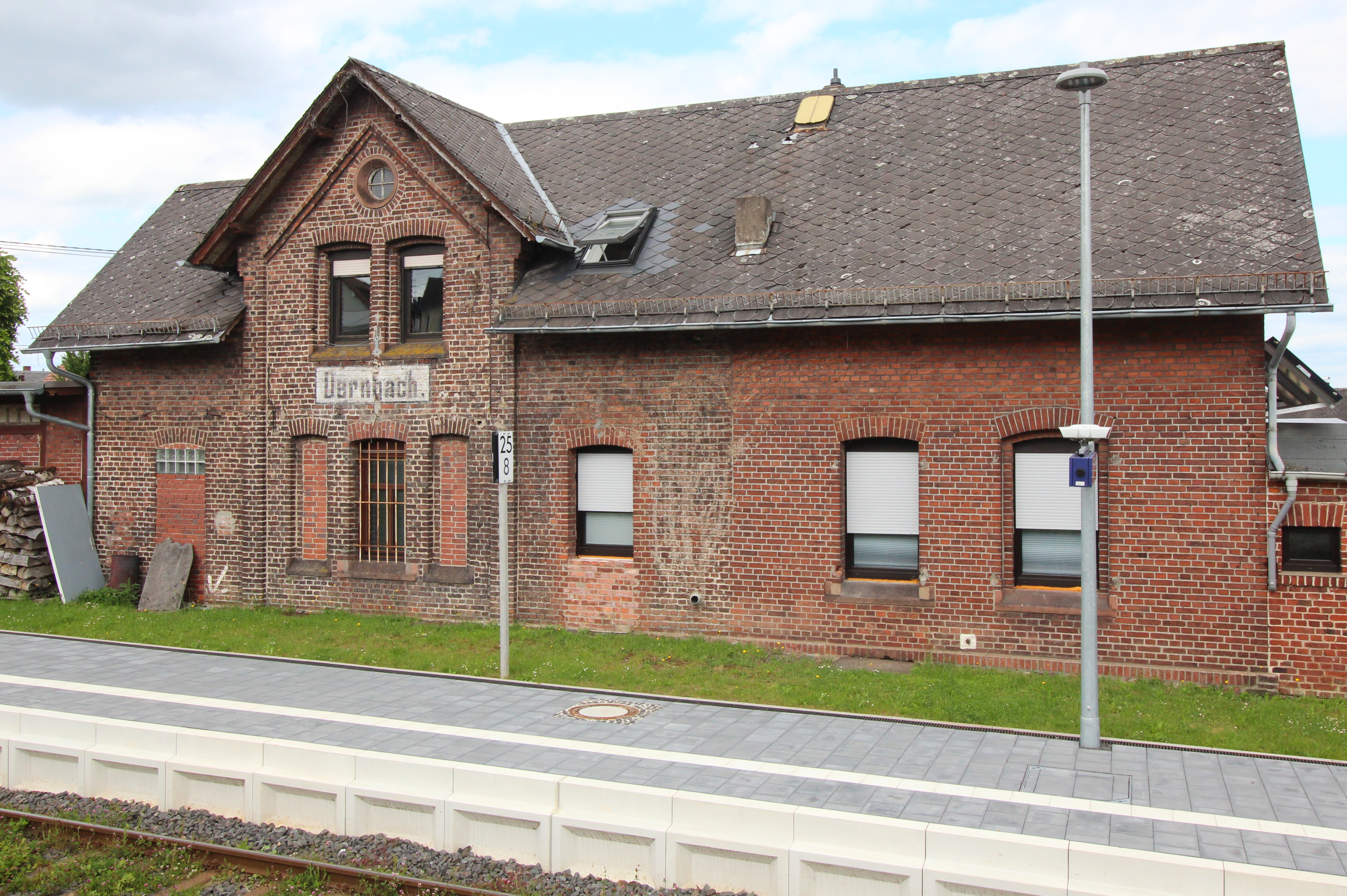
Der Bahnhaltepunkt Dernbach

- Östlich des Ortes verläuft die B 255 zwischen Montabaur und Rennerod.
- Die Gemeinde verfügt über einen Haltepunkt an der Eisenbahnstrecke Unterwesterwaldbahn, der durch die Züge der Linie RB29 (Limburg an der Lahn–Diez Ost–Elz Süd–Montabaur–Wirges–Siershahn) der Hessischen Landesbahn (HLB), Bereich Dreiländerbahn nach dem Rheinland-Pfalz-Takt täglich ca. im Stundentakt bedient wird.
- Die nächste Autobahnanschlussstelle ist Montabaur an der A 3 Köln–Frankfurt am Main, etwa drei Kilometer entfernt. Die Verbindung zwischen der A 3 und der A 48 wird das Autobahndreieck Dernbach genannt.
- Der nächstgelegene ICE-Halt ist der Bahnhof Montabaur an der Schnellfahrstrecke Köln–Rhein/Main. Die Strecke unterquert den westlichen Rand der Gemeinde im Dernbacher Tunnel.

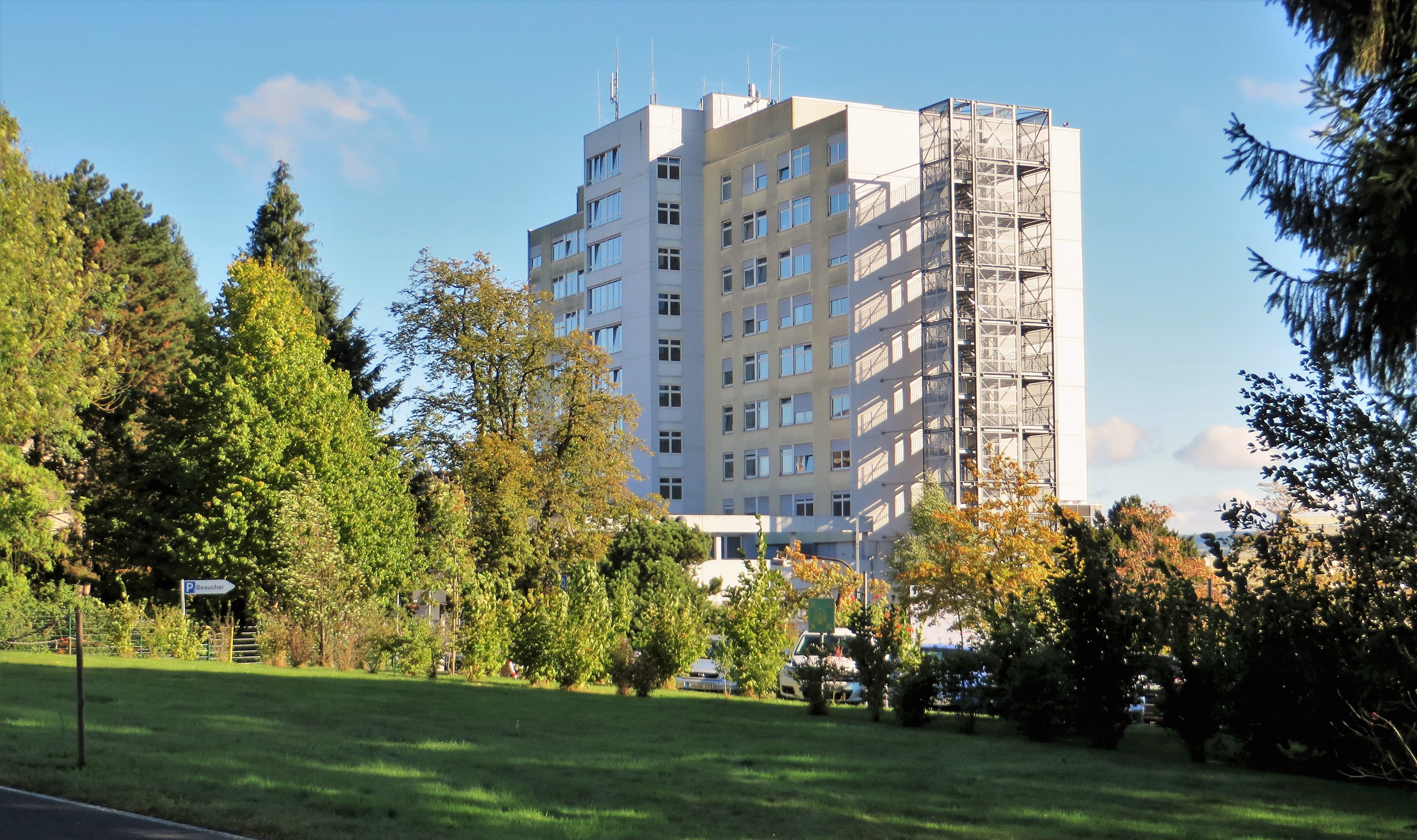
Herz-Jesu-Krankenhaus am Südring

### Krankenhaus
Seit 1904 ist Dernbach Standort des Herz-Jesu-Krankenhauses der Kongregation der Armen Dienstmägde Jesu Christi. Der historische Gebäudekomplex an der Rheinstraße/Südring (nun das sog. Herz-Jesu-Heim) wurde 1972 durch einen modernen Neubau ergänzt.

### Kloster

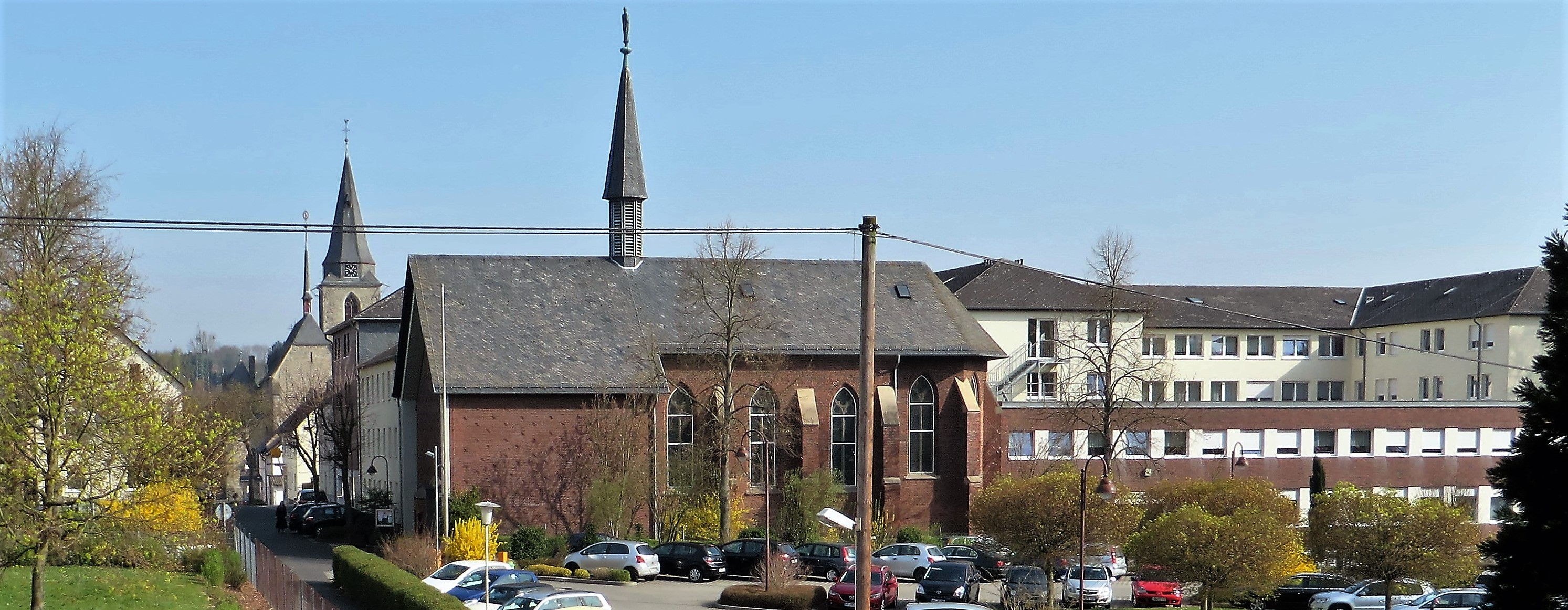
Mutterhaus der Ordensgemeinschaft Arme Dienstmägde Jesu Christi in Dernbach

Das Kloster „Maria Hilf“ der heiligen Maria Katharina Kasper bildet zusammen mit der Pfarrkirche St. Laurentius (1901) das Ortszentrum von Dernbach. Nach bescheidenen Anfängen um 1850/51 war das erste „Klösterchen“ des ehemals „Frommen Vereins“ junger Mädchen für die stetig expandierende Ordensgemeinschaft kontinuierlich erweitert und bis heute den Erfordernissen der Zeit angepasst worden. Nach dem umfangreichen Neubau von 1961/66 ist die renovierte Klosterkirche der einzige noch erhaltene Teil des früheren Mutterhauses. In der Klosterkirche befinden sich die Gebeine der heiligen Maria Katharina Kasper.

## Persönlichkeiten

### Ehrenbürger
1926: Max Eugen Domarus (1866–1946), Direktor Staatsarchiv Wiesbaden, Verfasser der „Geschichte von Dernbach“, dafür erster Ehrenbürger von Dernbach, hielt sich hier oft zur Erholung auf, als Gast der Dernbacher Schwestern. Nach ihm wurde auch die Dr.-Domarus-Straße in Dernbach benannt.

### Söhne und Töchter
- Maria Katharina Kasper (1820–1898), heiliggesprochene katholische Ordensgründerin der Armen Dienstmägde Jesu Christi
- Franz Kaspar (* 1938), römisch-katholischer Theologe, Religionspädagoge, Generalvikar im Bistum Limburg
- Elke Luise Barnstedt (* 1956), Juristin
- Jörg Zirfas (* 1961), Erziehungswissenschaftler und Hochschullehrer
- Ralph Dommermuth (* 1963), Gründer, Vorstandsvorsitzender und größter Aktionär der United Internet AG
- Michael Kraft (* 1966), Torwart und Torwarttrainer
- Jürgen R. Müller (* 1966), Jurist und Fachautor
- Tanja Machalet (* 1974), Politikerin (SPD), seit 2021 MdB, zuvor MdL Rheinland-Pfalz
- Peter Bell (* 1977), Kunsthistoriker
- Pascale Müller (* 1990), Journalistin
- Davic Meder (* 1992), Volleyballspieler
- Paul Scheugenpflug (* 1998), Jazzmusiker
- Alem Koljic (* 1999), Fußballspieler
- Angelina Köhler (* 2000), Schwimmerin